# Masakazu Tashiro
Masakazu Tashiro (født 26. juni 1988) er en japansk fodboldspiller, som spiller for den japanske fodboldklub Yokohama FC.